# Parafia Ewangelicko-Augsburska w Lipnie
Parafia Ewangelicko-Augsburska w Lipnie – parafia luterańska w Lipnie, należąca do diecezji pomorsko-wielkopolskiej Kościoła Ewangelicko-Augsburskiego w RP. Mieści się przy ulicy Staszica.

## Historia
W okolicy Lipna masowy napływ osadników ewangelickich pochodzących z Prus Królewskich oraz Prus Książęcych nastąpił od początku XVIII wieku, a do jego największego nasilenia doszło w latach 1720-1745. Pierwsza parafia ewangelicka na tym terenie została założona w 1793 w Białowieżynie, została jednak przeniesiona w 1799 do Lipna.
W 1800 w mieście zbudowany został budynek plebanii, a latach 1805-1806 powstała pierwsza kaplica. W 1806 wybudowano drewniany kościół. Parafia w Lipnie na skutek dalszego napływu ludności luterańskiej liczyła 16 000 wiernych. W związku z tym w 1838 utworzono kolejną parafię w Osówce.
Teren podległy parafii lipnowskiej był rozległy, podlegało jej trzynaście kantoratów z domami modlitwy oraz szkołami usytuowanych w Ryszewku, Elzanowie, Grabinach, Baranach, Chalinie, Czarnem, Jasieniu, Makówcu, Chodorążku, Kołacie, Olesznie, Witkowie i Bogucinie. Nabożeństwa były tam sprawowane przeważnie przez kantorów, ksiądz odwiedzał je dwa do sześciu razy rocznie.
Na wieży kościoła zawieszono dwa dzwony w 1852 oraz 1864. Jednak uwagi na zły stan techniczny drewnianej świątyni, 23 sierpnia 1866 położony został kamień węgielny pod budowę murowanego obiektu. Uroczystość poświęcenia nowego kościoła przez ks. Edwarda Stillera z parafii w Ozorkowie miała miejsce 8 grudnia 1868.
W 1899 z okazji Bożego Narodzenia odbyło się pierwsze nabożeństwo w języku polskim, co związane było z asymilacją rodzin osadników z ludnością miejscową.
W okresie dwudziestolecia międzywojennego parafia należała do Kościoła ewangelicko-augsburskiego w RP. W 1923 posiadała trzy kościoły, osiem domów modlitwy oraz szesnaście cmentarzy. Podlegał jej filiał w Skrzypkowie, którego własnością był kościół i dwa domy modlitwy. Parafia razem z filiałem liczyła 8500 wiernych.
W 1929 przeprowadzono powiększenie terenu cmentarza. Rok później przy parafii działalność rozpoczęło Polskie Towarzystwo Młodzieży Ewangelickiej, a liczba podległych jej kantoratów została zwiększona do dwudziestu. Parafia w tym okresie posiadała około 10 000 członków, którzy mieszkali w większości na terenie okolicznych wiosek. Liczba ta spadła do 6500 wiernych w 1939 na skutek odłączenia się nowo powstałych parafii Orłowo oraz Łąkie.
Na skutek wydarzeń II wojny światowej, w 1945 na terenie parafii zamieszkiwało tylko około 160 jej dawnych członków. Budynek kościoła został wydzierżawiony zakonowi karmelitów, jednak w 1950 za sprawą seniora diecezji ks. Ryszarda Trenklera stał się z powrotem świątynią ewangelicką.
W końcu lat 60. XX wieku liczba wiernych w parafii wynosiła jedynie około 50, w związku z czym została ona przekształcona w stację kaznodziejską, należącą do parafii w Rypinie. Nabożeństwa sprawowano jeden-dwa razy w miesiącu.
Na początku kolejnego dziesięciolecia władze kościelne ogłosiły zamiar sprzedaży kościoła w Lipnie. Dzięki środkom finansowym na funkcjonowanie parafii, przekazanym przez jej dawnych członków mieszkających wówczas za granicą, decyzja została cofnięta.

## Współczesność
Parafia w Lipnie stanowi jedną z najmniejszych pod względem liczby wiernych jednostek diecezji pomorsko-wielkopolskiej, w 2018 liczyła 25 wiernych. Nabożeństwa odbywają się w każdą niedzielę i święta w kościele św. Trójcy, poza miesiącami zimowymi (od stycznia do Wielkanocy), kiedy posługi religijne prowadzone są w kaplicy znajdującej się w budynku plebanii.
Zbór lipnowski nie posiada własnego duszpasterza, administrowany jest przez ks. Dawida Mendroka z parafii we Włocławku.